# Koglweiher
Der Koglweiher ist ein natürlicher See im Zeller Wald zwischen Dietramszell und Bad Tölz. Er ist als Naturdenkmal ausgewiesen.
Am Weiher befindet sich eine Badestelle, die von der Straße zum Weiler Kogl aus erreicht werden kann. Auf der anderen östlichen Seite befindet sich der benachbarte kleine Bammersee.
Im Weiher finden sich Karpfen, Grasfisch, Hecht.